# John Carter (jazzmusicus)
John Wallace Carter (Fort Worth, 24 september 1929 - Inglewood, 31 maart 1991) was een Amerikaanse jazzmuzikant (klarinet, saxofoon), componist en muziekpedagoog.

## Biografie
Carter speelde eind jaren 1940 in Fort Worth samen met Ornette Coleman en Charles Moffett sr. en onderwees Julius Hemphill. Na zijn muziekstudie aan de Lincoln University in Missouri werd hij muziekpedagoog. In 1961 verhuisde hij uit beroepsmatige redenen naar de westkust. In 1965 formeerde hij in Los Angeles een kwartet met de trompettist Bobby Bradford (New Art Jazz Ensemble), maar speelde hij ook met Hampton Hawes en Harold Land. Vanaf 1972 leidde hij eigen bands.
Carter was sinds 1980 lid van het houtblazersensemble van James Newton. Na de op uitnodiging van Joachim Ernst Berendt in Europa opgedane ervaring in een Clarinet Summit met Perry Robinson, Gianluigi Trovesi, Ernst-Ludwig Petrowsky, Bernd Konrad en Theo Jörgensmann, formeerde hij in 1981 met Alvin Batiste, Jimmy Hamilton en David Murray een verdere Amerikaanse Clarinet Summit. Na zijn tijd als muziekdocent richtte hij voor de opleiding van blazers een speciaal Wind College op in Culver City, dat een internationale reputatie genoot. De Nederlandse blazer Ab Baars behoorde daar tot een van zijn leerlingen.
Tijdens de jaren 1980 schreef hij vijf suites voor octet (elk uitgebracht op cd), die hij onder de titel Roots and Folklore: Episodes in the Development of American Folk Music samenvatte en die de geschiedenis van de Afro-Amerikanen, van de slavenhandel tot heden, overtuigend weergeven. Met deze serie suites heeft hij Amerikaanse muziekgeschiedenis geschreven. In zijn composities ging het Carter ook om het herstel van het evenwicht tussen de blanke, de Afro-Amerikaanse en de continentale Afrikaanse muziek.
Net als James Newton, Andrew Cyrille, Marty Ehrlich en Mark Dresser in de Verenigde Staten concentreert zich in Europa het Ab Baars-trio op de composities van Carter en behoud deze in het repertoire.

## Overlijden
John Carter overleed in maart 1991 op 61-jarige leeftijd aan de gevolgen van longkanker.

## Discografie
- 1969: John Carter & Bobby Bradford’s New Art: Flight for Four
- 1969: Seeking (Revelation Records)
- 1972: John Carter Quintet: Secrets
- 1979: Clarinet Summit: You Better Fly Away met P. Robinson, G. Trovesi, Th. Jörgensmann, Eje Thelin, Didier Lockwood, Stan Tracey, Kai Kanthak, J.F. Jenny-Clark, Günter „Baby“ Sommer, Aldo Romano
- 1980: John Carter: Suite of Early American Folk Pieces
- 1989: Horace Tapscott: The Dark Tree Vol. 1

- Roots en folklore: episoden in de ontwikkeling van de Amerikaanse folkmuziek
  - 1982: The John Carter Octet: Dauwhe
  - 1985: John Carter: Castles of Ghana
  - 1987: John Carter: Dance of the Love Ghosts
  - 1988: John Carter: Fields
  - 1989: John Carter: Shadows on a Wall